# Renan Soares Reuter
Renan Soares Reuter,[carece de fontes?] mais conhecido como Renan, (Nova Trento, 12 de dezembro de 1990), é um ex-futebolista brasileiro que atuava como goleiro.
Depois de surgir como uma revelação no Avaí Futebol Clube, com atuações que lhe valeram inclusive uma convocação para a Seleção Brasileira, em 2010, o goleiro destacou-se também durante a Copa do Brasil de 2011, e Renan foi contratado pelo Corinthians para atuar no Campeonato Brasileiro daquele ano, mas nunca conseguiu se firmar. Tendo atuado em apenas três partidas como titular e não inspirando confiança na torcida e na imprensa especializada, acabou indo para a reserva e nunca mais teve outras oportunidades no time. Desde então, foi sistematicamente emprestado para outros clubes, como Vitória, Estoril, Guarani, Botafogo-SP, Bragantino, Caxias e Tigres-RJ, sem grande sucesso.
Após finalizar seu contrato com o Corinthians, no dia 5 de junho de 2016, Renan decidiu dar uma pausa de um ano na sua carreira, com 25 anos de idade. Pouco mais de um ano após, Renan anunciou que encerraria definitivamente a sua carreira de atleta profissional, passando a atuar no ramo imobiliário em seu estado natal.

## Infância e juventude
Renan nasceu numa pequena cidade ao leste de Santa Catarina chamada Nova Trento, na Microrregião de Tijucas, grande Florianópolis. Mas foi em São João Batista que passou sua infância, cresceu e aprendeu a jogar futebol.
Iniciou atuando muito cedo em times de futebol de salão da escola em que estudava. Logo em seguida, começou a atuar em times de futebol de campo amadores da região.

## Carreira

### Avaí
Renan iniciou sua carreira de futebolista nas categorias de base do Avaí Futebol Clube em maio de 2007, quando tinha apenas 16 anos. Ainda no mesmo ano de sua chegada ao clube, Renan cometeu um ato de indisciplina e chegou a ser dispensado. Ficou quatro meses fora das divisões de base do Avaí e, após se redimir de seu erro e pedir para voltar, ficou decidido que Renan teria mais uma chance.
Foi um dos grandes destaques do time na grande campanha do Avaí na Copa São Paulo de Futebol Júnior de 2009, quando o clube terminou em 3.º lugar, sendo desclassificado na semifinal pelo campeão Corinthians nos pênaltis.
Sua estreia no time profissional do Avaí foi com o time B na disputa da Copa Santa Catarina de 2009, e justamente contra o maior rival, o Figueirense. No jogo, disputado no dia 31 de outubro na casa do adversário, o Avaí venceu por 2 a 0.
A segunda oportunidade veio somente no ano seguinte. O Avaí decidiu iniciar o campeonato, nas duas primeiras rodadas, atuando com o time B formado basicamente por atletas das categorias de base do clube. Isso se deu para que o clube pudesse condicionar melhor o seu grupo para as inúmeras competições que iria disputar em 2010. O primeiro jogo ocorreu dia 17 de janeiro e o Avaí venceu o Brusque por 3 a 0. Nesse ano o Avaí sagrou-se de campeão estadual.
Dentro do elenco do Avaí, naquele momento, Renan era apenas o terceiro goleiro, pois  Zé Carlos era o titular e Paes era seu reserva imediato. Logo se tornou a segunda opção do então treinador do time Péricles Chamusca. A oportunidade de se tornar titular surgiu quando o treinador Antônio Lopes assumiu o comando do time e o titular Zé Carlos se contundiu, e Renan aproveitou a chance para entrar no time e não sair mais.
Depois de atuar pelo Avaí em 16 jogos consecutivos, obtendo 12 vitórias e 4 empates, Renan conheceu a sua primeira derrota. Foi no dia 18 de agosto de 2010, em que o Santos venceu o Avaí por 1 a 0 na Ressacada no jogo de volta válido pela Copa Sul-Americana. Apesar da derrota, o Avaí atingiu seu objetivo de se classificar para a próxima fase da competição, já que havia vencido o o jogo de ida disputado no estádio do Pacaembu por 3 a 1.
Durante o Campeonato Brasileiro de 2010, o Avaí passou por uma sequência muito ruim. O time amargou 10 jogos sem conseguir uma única vitória. Em função disso, o então treinador interino Edson dos Santos promoveu diversas alterações na escalação do time, e o goleiro Zé Carlos reassumiu a titularidade, com Renan voltado à condição de goleiro reserva. No final do ano, o empresário do goleiro Carlos Corsini teve um desentendimento com o presidente do clube João Nílson Zunino, quase acarretando na saída de Renan do clube. Segundo o empresário, ele estava requerendo um aumento salarial de R$ 3,7 mil para cerca de R$ 30 mil mensais, e o Avaí teria ignorado qualquer tentativa de acordo, mas o incidente acabou sendo superado.
Nas duas primeiras rodadas do Campeonato Catarinense de 2011, o Avaí atuou com o seu time Sub-23 e Renan foi o titular. A partir da terceira rodada, voltou para o banco de reservas. Ainda durante o estadual, Zé Carlos teve falhas marcantes e a volta de Renan foi pedida pela torcida. Foi então que, no jogo válido pela Copa do Brasil de 2011 entre Avaí e Ipatinga no Ipatingão, Renan voltou à titularidade. Nesta mesma competição, Renan teve uma atuação destacada no jogo contra o São Paulo no Morumbi pelas quartas de final. Fez defesas milagrosas e foi considerado um dos melhores em campo. Devido aos elogios do ídolo Rogério Ceni à atuação do goleiro naquela partida, surgiram especulações de uma possível proposta do São Paulo ao Avaí para contratação de Renan, mas dirigentes do clube catarinense trataram logo de desmentir os boatos. Algum tempo depois, o então diretor de futebol do Avaí Mauro Galvão anunciou que existia sim o interesse não somente do São Paulo, mas de vários outros clubes do futebol brasileiro. No jogo de volta disputado na Ressacada, o Avaí se classificou para as semifinais da competição com mais uma boa atuação de Renan.
Em maio de 2011, surgiram novas especulações de que Renan deixaria a Ressacada. Desta vez, seria por uma proposta milionária do Benfica de Portugal, algo em torno de 1,5 milhão de euros por 70% dos direitos do goleiro, além da multa rescisória de R$ 5,4 milhões.  Mas, quem acabou vencendo a disputa para levar o goleiro foi o Corinthians, em uma negociação em que o clube paulista adquiriu, por R$ 5 milhões, 70% dos direitos do atleta. Os outros 30% continuaram com o Avaí.

### Seleção Brasileira
Em 26 de julho de 2010, Renan foi convocado pelo treinador Mano Menezes para defender a Seleção Brasileira em um amistoso contra os Estados Unidos, realizado em 10 de agosto em Nova Jérsei. Foi a primeira vez que um jogador, enquanto atuava em um clube catarinense, foi chamado para defender a Seleção.
Renan ainda alcançou a marca de o jogador com menor número de jogos como profissional a ser convocado para a Seleção Principal. No dia de sua convocação, ele havia atuado em apenas 14 jogos como profissional no Avaí, desses, haviam sido 10 vitórias e 4 empates.
Após o anúncio da convocação de Renan, o Avaí proporcionou mais uma homenagem ao jogador. Confeccionou uma camisa amarela com detalhes verdes para o goleiro atuar na próxima partida do clube, que foi uma partida válida pelo Campeonato Brasileiro ocorrida no dia 1 de agosto de 2010 contra o Goiás em que o Avaí venceu por 4 a 1.
No seu primeiro jogo como integrante do grupo da Seleção, Renan não atuou na partida em que o Brasil venceu os Estados Unidos por 2 a 0. A partida foi disputada no Estádio New Meadowlands, contando com uma audiência de 77.223 pagantes. Os gols da partida foram marcados por Neymar e Alexandre Pato.

### Corinthians
Renan foi anunciado no dia 3 de junho de 2011 como o novo reforço do Corinthians, com contrato até a metade de 2016. Após algum tempo, o então goleiro titular do time Júlio César sofreu uma luxação no dedo mindinho da mão esquerda, e Renan teve sua única oportunidade de assuma meta corinthiana. Na sua estreia, o Coritnhians perdeu para o Cruzeiro por 1 a 0 no Estádio do Pacaembu pela 11ª rodada do Campeonato Brasileiro daquele ano, perdendo a invencibilidade do time na competição até então, e parte da imprensa e da torcida consideraram que o goleiro falhou no gol solitário que definiu a partida. Renan ainda atuou outras duas partidas como titular, sempre tendo suas atuações questionadas. Dessa forma, na rodada seguinte o treinador do Corinthians Tite decidiu substituir Renan por Danilo Fernandes, já que Júlio César ainda estava contundido.
Antes mesmo do término do Campeonato Brasileiro daquele ano, o empresário de Renan, Carlos Corsini, já anunciava um possível empréstimo do jogador para a temporada de 2012. A intenção era de colocar o goleiro em atividade, já que, o mesmo tinha o sonho de participar dos Jogos Olímpicos de 2012 pela Seleção Brasileira. Ao final da temporada, após o Corinthians conquistar o Campeonato Brasileiro, Renan ficou com o seu futuro indefinido para a temporada seguinte, mas já no mês de janeiro de 2012, depois de ser cogitado para assumir a meta do Náutico, foi anunciado o seu empréstimo ao Vitória.
Após o último dos sete empréstimos do goleiro Renan, ele retornou ao clube no final do mês de abril de 2016 para cumprir o fim de seu contrato, que venceria em junho. Após treinar alguns dias em separado do elenco principal, Renan voltou ao seu estado natal liberado para procurar um novo clube.

### Vitória
No dia 16 de janeiro de 2012, desembarcou em Salvador para assinar contrato com o Vitória até dezembro do mesmo ano.
Após permanecer por nove rodadas do Campeonato Baiano na reserva do companheiro de elenco Douglas, Renan estreou pelo time no dia 22 de fevereiro quando o Vitória empatou em 0 a 0 fora de casa com o Atlético de Alagoinhas. Ficou de fora na rodada seguinte, voltou a atuar como titular na outra, e depois voltou para a reserva. Mas eis que chega o fim do rodízio no gol rubro-negro, e Renan é anunciado como o titular da vaga. Alguns setores da imprensa esportiva e até atletas do time do Vitória teriam questionado a definição de Renan como titular, pois os números do seu companheiro Douglas atestavam melhor desempenho dele do que do mais novo titular da meta. Na final do Campeonato Baiano o Vitória perdeu o título para o seu arquirrival Bahia, mas Renan não pôde atuar nas duas partidas finais por conta de uma contusão no joelho.
Pelo Campeonato Brasileiro da Série B, Renan estreou somente na sétima rodada da competição no dia 23 de junho, no jogo em que o Vitória tomou uma virada histórica para o Goiás no Serra Dourada por 4 a 3 depois de estar vencendo por 3 a 0. O resultado acabou pesando contra a permanência do goleiro no clube baiano e, semanas depois, o Vitória anunciou a contratação de Deola, ex-Palmeiras. Com a chegada do novo goleiro, Renan passou a não ser sequer relacionado para o banco de reservas nos jogos do rubro-negro baiano. Assim, a diretoria do Vitória optou por finalizar o empréstimo, a pedido do próprio atleta, uma vez que ele havia recebido proposta para atuar no futebol português.

### Estoril
No dia seguinte à saída do Vitória, Renan acertou um novo empréstimo com o Estoril, de Portugal. Sua estreia pelo time português aconteceu no dia 17 de agosto de 2012, no jogo válido pela primeira rodada do Campeonato Português de Futebol, quando o Estoril foi derrotado pelo Olhanense por 2 a 1. Bastaram apenas dois jogos e algumas falhas, para Renan perder a posição de titular para o também brasileiro Vagner. Depois disso Renan voltou a atuar somente no dia 9 de janeiro de 2013 quando o Estoril perdeu para o Nacional por 1 a 0 fora de casa num jogo válido pela Taça da Liga 2012/13. Naquela oportunidade o Estoril poupou o goleiro titular pois não tinha mais chances de classificação.[carece de fontes?]
Não sendo muito aproveitado pelo então treinador do Estoril, Marco Silva, no dia 13 de fevereiro de 2013 o clube anuncia a devolução do goleiro Renan ao Corinthians.

### Guarani
No mesmo dia em que Renan deixou o Estoril, o goleiro foi anunciado como novo reforço do Bugre por empréstimo até o fim do Campeonato Paulista de 2013. Considerando que seria sua primeira participação nesta competição, o goleiro chegou ao Guarani motivado para reconquistar seu espaço no futebol brasileiro.
Renan fez sua estreia pelo Bugre no dia 11 de março de 2013 quando o time empatou com o Mirassol em 1 a 1 no Estádio Municipal José Maria de Campos Maia, na cidade de Mirassol, em jogo válido pela 11.ª rodada da primeira fase do Paulistão. Entretanto, Renan entrou no time quando o Guarani já lutava para escapar do rebaixamento, o que acabou acontecendo.
Pela Copa do Brasil, Renan estreou no dia 10 de abril e o resultado não foi bom. Atuando no Estádio Estadual Lourival Baptista, em Aracaju, o Guarani saiu derrotado pelo Confiança por 1 a 0, não anulando o jogo de volta e precisando vencer por dois ou mais gols de diferença no Estádio Brinco de Ouro da Princesa. No jogo de volta o Guarani venceu por 1 a 0, mas acabou sendo derrotado nos pênaltis por 4 a 1.
Apesar de ter sido contestado pela torcida do Bugre nas últimas rodadas do estadual, principalmente pela falha em um dos gols do União Barbarense na derrota por 3 a 1 no Brinco de Ouro da Princesa na última rodada, tanto o Guarani quanto Renan demonstraram interesse na renovação de contrato de empréstimo junto ao Corinthians para que o goleiro defendesse a meta do time na Série C de 2013, mas devido a limite de teto salarial do Guarani, Renan não assinou com o clube.

### Botafogo-SP
Renan foi anunciado pelo Botafogo de Ribeirão Preto no dia 18 de novembro de 2013, como reforço para a disputa do Campeonato Paulista de 2014. O contrato de empréstimo junto ao Corinthians foi firmado até o fim do estadual e o Timão é quem deve arcar com os salários do jogador durante este período, que é algo em torno de R$ 100 mil.
Nos jogos treinos realizados na pré-temporada da equipe, Renan vinha sendo utilizado como primeira opção na meta do gol do Pantera mas, no primeiro jogo do Botafogo na competição estadual, no dia 18 de janeiro, o treinador do time Wagner Lopes decidiu não utilizar Renan como titular e escalou o goleiro Gilvan, deixando Renan no banco de reservas. Na oportunidade, o Botafogo saiu derrotado fora de casa por 1 a 0 para o São Bernardo.
O Botafogo conseguiu a classificação à segunda fase da competição, mas Renan seguiu como reserva da posição. Sua estreia e único jogo pelo time aconteceu no dia 23 de março, quando os reservas do já classificado São Paulo venceram por 2 a 0 o também classificado Botafogo, que também atuou com o time reserva, pela última rodada da primeira fase do estadual. Na segunda fase o Pantera foi derrotado nos pênaltis e desclassificado da competição.

### Bragantino
No dia 29 de abril de 2014, o goleiro foi anunciado como reforço do Bragantino. O contrato de empréstimo junto ao Corinthians foi firmado por um ano, para a disputa do Campeonato Brasileiro da Série B de 2014 e Campeonato Paulista de 2015. O goleiro foi contratado para suprir a carência de goleiros no elenco profissional do clube.
No primeiro jogo em que Renan ficou a disposição do treinador Marcelo Veiga, ele acabou não sendo utilizado no time titular e nem entrou ao longo da partida. A vitória sobre o Figueirense por 2 a 1 no Estádio Nabi Abi Chedid num jogo válido pelo jogo de ida da 2.ª fase da Copa do Brasil, teve a atuação de Leandro Santos na meta do Bragantino. Sua estreia pelo time aconteceu somente no dia 10 de maio quando, no jogo contra o América Mineiro pela quarta rodada do Brasileiro, Leandro Santos se machucou e Renan o substituiu aos 44 minutos do primeiro tempo. Logo após a entrada de Renan o América abriu o placar, finalizando a partida no segundo tempo em 2 a 0. Após 3 jogos e 3 derrotas, Renan venceu seu primeiro jogo atuando pelo Bragantino no jogo contra o Oeste, válido pela sétima rodada da Série B.
Pela segunda fase da Copa do Brasil, após vencer o primeiro jogo por 2 a 1 e perder o segundo pelo mesmo placar para o Figueirense, o Braga garantiu a classificação fora de casa nos pênaltis. Ao final da disputa, Renan e o seu companheiro de Bragantino e também ex-atleta do Avaí Nunes provocaram o adversário e sua torcida com o "Créu do Avaí", característico de quando o Leão da Ilha vence o maior adversário no Orlando Scarpelli. Na fase seguinte, contra o Corinthians, Renan foi vetado de atuar por existir uma cláusula em seu contrato com o Bragantino rezando que o goleiro não poderia enfrentar o clube que detém os seus direitos federativos. O Braga acabou eliminado da competição pelo adversário, após vencer o primeiro jogo em casa por 1 a 0 e perder fora por 3 a 1.
Após a derrota para o Avaí em casa por 4 a 1 na 21.ª rodada da Série B e a contratação de dois outros goleiros, Matheus e Wilson Junior, o então treinador do time Paulo César Gusmão barrou Renan do time por opção técnica.
Apesar de o contrato de empréstimo do jogador com o Massa Bruta ir até 30 de maio de 2015, o Braga acabou devolvendo o atleta ao Corinthians antes da hora. No final do ano de 2014 o clube anunciou que o goleiro não fazia parte dos seus planos para o ano seguinte. Segundo o presidente do clube Marcos Chedid, o acordo de empréstimo previa que a partir de janeiro de 2015 o Bragantino teria a obrigação de pagar os salários do goleiro, mas o Braga não teria condições de arcar com o valor de R$ 60 mil mensais, apesar de considerar Renan um grande goleiro.

### Caxias
Foi anunciado pelo Caxias no dia 15 de janeiro de 2015, para a disputa do Campeonato Gaúcho e da Série C do Campeonato Brasileiro.
Após duas partidas no banco de reservas, o treinador do Caxias Paulo Turra acabou dando uma chance a Renan no time titular. O goleiro fez seu jogo de estreia pelo time gaúcho no dia 22 de fevereiro, na vitória por 2 a 1 contra o Aimoré, no Estádio Centenário. No jogo contra o São Paulo-RS pelo Gauchão, Renan teve uma falha bizarra que culminou na derrota do time, a perda da posição de titular e ainda complicando a situação da equipe na competição. Ao final da competição o Caxias acabou rebaixado. Após o fim do estadual, Renan voltou ao Corinthians.

### Tigres-RJ
O anúncio do empréstimo de Renan ao Tigres se deu em 24 de outubro de 2015. No clube ele disputou o Campeonato Carioca aonde teve boa participação junto com o time, apesar da falha cometida num jogo importante contra o Vasco da Gama. Sua estreia ocorreu no dia 4 de fevereiro de 2016, com vitória do Bangu por 2 a 0. Ao todo foram 13 jogos e 20 gols sofridos.
Ao final do seu empréstimo retornou ao Corinthians para cumprir o final de seu contrato, que iria até junho de 2016.

### Término da carreira
Logo após o término do seu contrato com o Corinthians que ocorreu no dia 5 de junho de 2016, Renan decidiu dar uma pausa em sua carreira de atleta profissional e reavaliar sua situação. Com apenas 25 anos de idade resolveu, juntamente com o seu pai que já tinha experiência no ramo, investir na construção civil.
Mesmo longe dos gramados no segundo semestre de 2016 e todo o ano de 2017, Renan afirmava que voltaria a atuar profissionalmente no ano seguinte e que inclusive já existiam propostas de alguns clubes. Mas no final do ano Renan voltou atrás e anunciou que pararia definitivamente, se aposentando da carreira de atleta profissional.

## Marcas
- Foi no Bragantino que Renan alcançou a marca de 100 jogos como atleta profissional. Na vitória do Braga sobre o Joinville por 1 a 0, no dia 2 de agosto de 2014, no Estádio Nabi Abi Chedid, em Bragança Paulista, Renan disputou seu centésimo jogo somando-se todos os jogos por outros clubes antes defendidos pelo goleiro.[114]

## Estatísticas
Última atualização: 16 de agosto de 2016.
| Clube         | Temporada | Copa Sul-Americana | Copa Sul-Americana | Campeonato nacional | Campeonato nacional | Copa nacional | Copa nacional | Campeonato estadual | Campeonato estadual | Copa Estadual | Copa Estadual | Amistoso | Amistoso | Total    | Total |
| Clube         | Temporada | Partidas           | Gols               | Partidas            | Gols                | Partidas      | Gols          | Partidas            | Gols                | Partidas      | Gols          | Partidas | Gols     | Partidas | Gols  |
| ------------- | --------- | ------------------ | ------------------ | ------------------- | ------------------- | ------------- | ------------- | ------------------- | ------------------- | ------------- | ------------- | -------- | -------- | -------- | ----- |
| Avaí          | 2009      | 0                  | 0                  | 0                   | 0                   | 0             | 0             | 0                   | 0                   | 1             | 0             | 0        | 0        | 1        | 0     |
| Avaí          | 2010      | 1                  | 0                  | 23                  | 0                   | 0             | 0             | 6                   | 0                   | 0             | 0             | 1        | 0        | 31       | 0     |
| Avaí          | 2011      | 0                  | 0                  | 2                   | 0                   | 8             | 0             | 10                  | 0                   | 0             | 0             | 0        | 0        | 20       | 0     |
| Avaí          | Total     | 1                  | 0                  | 25                  | 0                   | 8             | 0             | 16                  | 0                   | 1             | 0             | 1        | 0        | 52       | 0     |
| Corinthians   | 2011      | 0                  | 0                  | 3                   | 0                   | 0             | 0             | 0                   | 0                   | 0             | 0             | 0        | 0        | 3        | 0     |
| Vitória       | 2012      | 0                  | 0                  | 1                   | 0                   | 5             | 0             | 12                  | 0                   | 0             | 0             | 0        | 0        | 18       | 0     |
| Estoril Praia | 2012–13   | 0                  | 0                  | 2                   | 0                   | 1             | 0             | 0                   | 0                   | 0             | 0             | 0        | 0        | 3        | 0     |
| Guarani       | 2013      | 0                  | 0                  | 0                   | 0                   | 2             | 0             | 8                   | 0                   | 0             | 0             | 0        | 0        | 10       | 0     |
| Botafogo-SP   | 2014      | 0                  | 0                  | 0                   | 0                   | 0             | 0             | 1                   | 0                   | 0             | 0             | 0        | 0        | 1        | 0     |
| Bragantino    | 2014      | 0                  | 0                  | 17                  | 0                   | 3             | 0             | 0                   | 0                   | 0             | 0             | 0        | 0        | 20       | 0     |
| Caxias        | 2015      | 0                  | 0                  | 0                   | 0                   | 2             | 0             | 7                   | 0                   | 0             | 0             | 0        | 0        | 9        | 0     |
| Tigres-RJ     | 2016      | 0                  | 0                  | 0                   | 0                   | 0             | 0             | 13                  | 0                   | 0             | 0             | 0        | 0        | 13       | 0     |
| TOTAL         | TOTAL     | 1                  | 0                  | 48                  | 0                   | 21            | 0             | 57                  | 0                   | 1             | 0             | 1        | 0        | 129      | 0     |

## Títulos
Avaí
- Campeonato Catarinense: 2010

Corinthians
- Campeonato Brasileiro: 2011
- Troféu Osmar Santos: 2011